# Dänisch-Schwedischer Krieg (1808–1809)
Der Dänisch-Schwedische Krieg wurde in den Jahren 1808 und 1809 ausgetragen. Er wurde von Dänemark-Norwegen initiiert, das die einstige dänische Provinz Schonen zurückgewinnen wollte. Die schwedischen Kriegsziele waren die Eroberung Norwegens und die Erlangung der Zollfreiheit im Öresund. Der Krieg endete für beide Seiten ergebnislos, so dass der Status quo beibehalten wurde. 

## Hintergründe
Da sich Schweden im Kriegszustand mit Frankreich befand und Dänemark-Norwegen mit Napoleon verbunden war, erhoffte sich die dänische Seite eine Rückgängigmachung der Friedensverträge von Brömsebro und Roskilde. Man glaubte, die verlorenen Gebiete leicht zu erobern, da Schweden zeitgleich auch in einen Krieg mit Russland verwickelt war. Am 14. März 1808 überbrachte ein dänischer Minister in Stockholm die Kriegserklärung. Der schwedische König Gustav IV. Adolf antwortete, dass er selbst plane, Seeland zu überfallen. Dieser Plan existierte jedoch nur auf dem Papier.

## Beteiligte Armeen

### Dänisch-Französische Armee
Napoleon gedachte anfänglich, die dänische Seite mit einer beachtlichen Armee zu verstärken. Diese wurde von Jean Baptiste Bernadotte geleitet und bestand aus etwa 45.000 Mann, darunter ca. 12.500 Franzosen, 14.000 Spanier, 6.000 Holländer und einer Reservetruppe aus 12.500 dänischen Söldnern. Zusammen mit den dänisch-norwegischen Truppen wäre die gesamte Armee 81.000 Mann stark gewesen. Frankreich stellte auch die Bedingung, dass diese Armee unter französischer Leitung stehen sollte. Ein Großteil der in Dänemark stehenden spanischen Einheiten meuterte jedoch.
Am 5. Juni 1808 machte sich Bernadotte auf den Weg nach Dänemark, doch gab Napoleon kurz darauf die Order zurückzukehren. Die Dänen waren nun auf sich allein gestellt.

### Norwegische Armee
Die norwegische Armee war ungefähr 36.000 Mann stark, doch nur 5.000 davon konnten für einen Überfall auf Schweden eingesetzt werden. Diese Verbände litten unter Mangel an Versorgung und auch ihre Ausbildung war schlecht. Da die meisten Einheiten abgestellt waren, um die Küsten gegen einen befürchteten Angriff Großbritanniens zu schützen, kam die norwegische Invasion unter ihrem Befehlshaber Prinz Christian August von Augustenburg nie richtig in Gang. Stattdessen versuchten die Schweden in Norwegen Territorium zu gewinnen.

### Schwedische Armee
Die Schwedische Armee bestand aus etwa 23.000 Mann. 7.000 in Schonen unter Johan Christopher Toll, 14.000 an der norwegischen Grenze unter Gustaf Mauritz Armfelt und 2.000 in Norrland unter Johan Bergenstråhle. Diese Verbände waren recht gut ausgerüstet und gut trainiert.

## Der Krieg

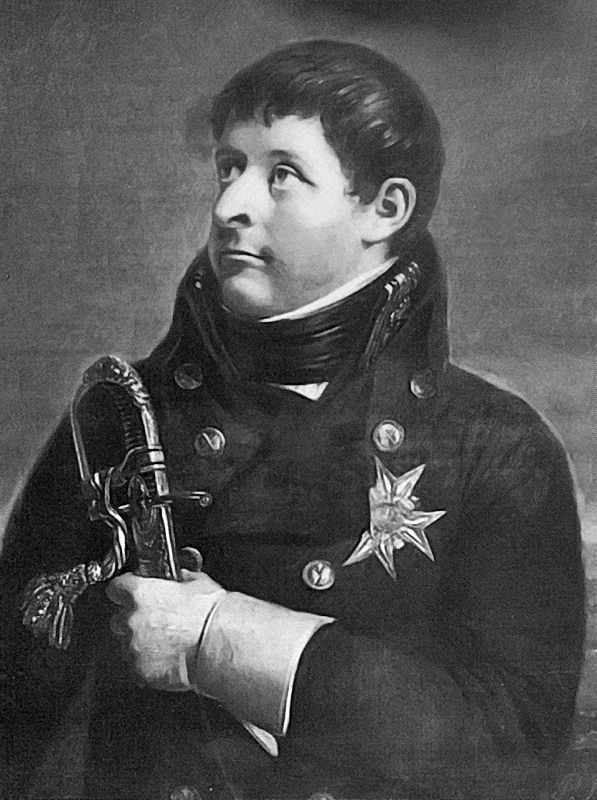
Prinz Christian August von Augustenburg

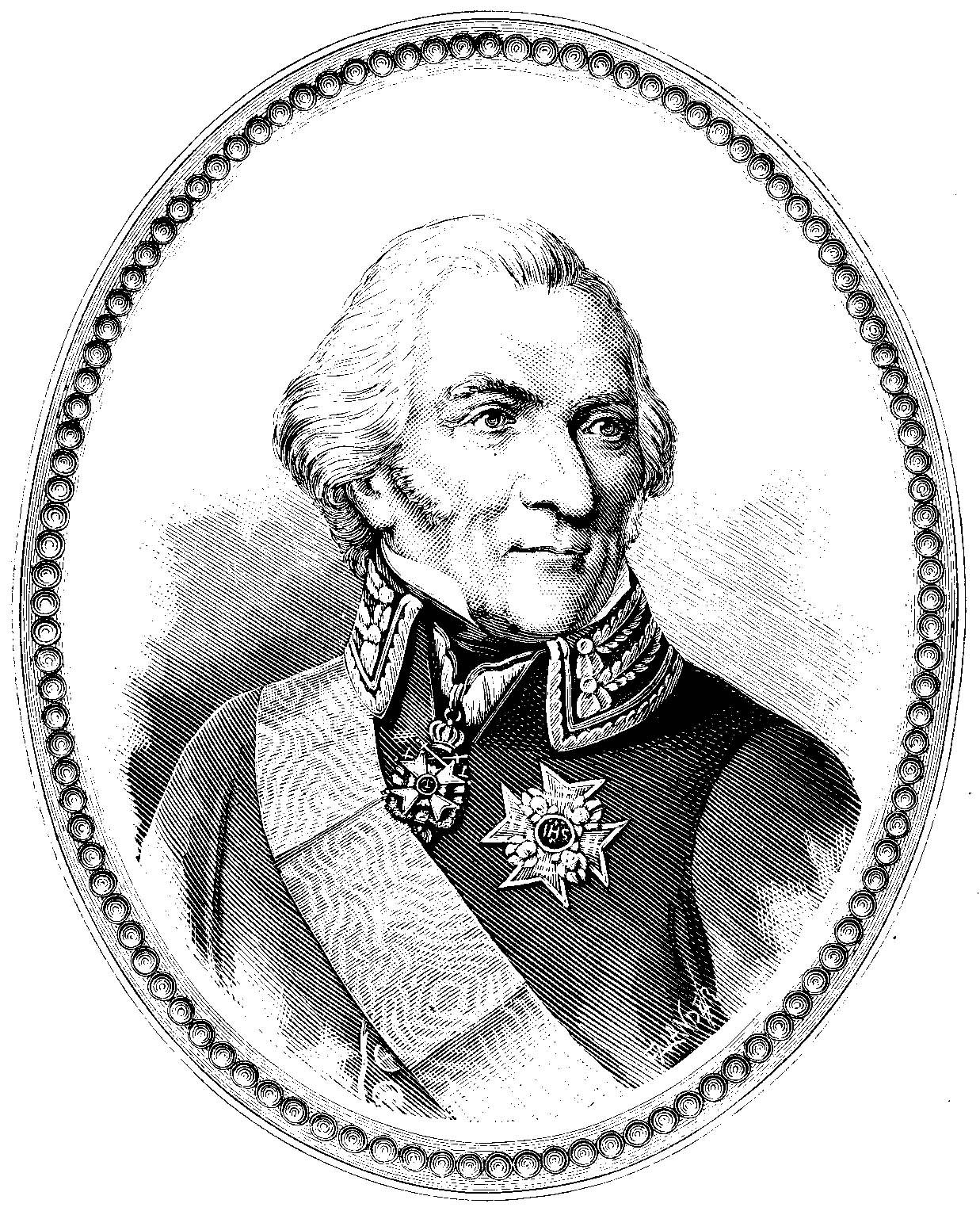
Johan Christopher Toll

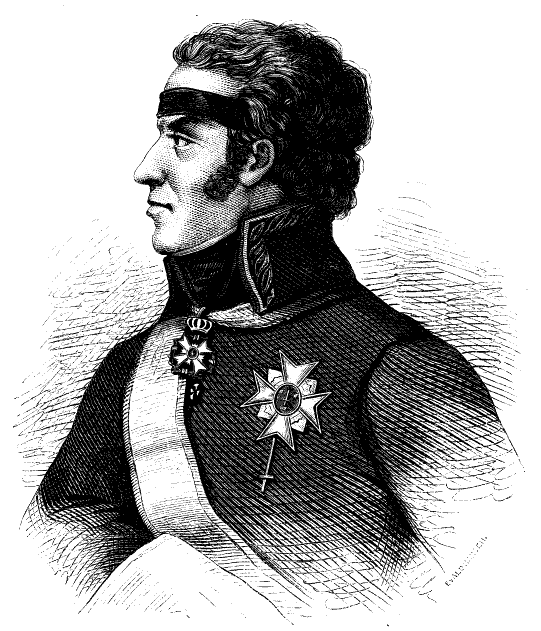
Georg Carl von Döbeln

### 1808
Am 1. April 1808 zog Johan Bergenstråhle mit seiner Einheit von Jämtland nach Norwegen, doch er wurde zurückgeschlagen und kehrte nach Sundsvall um. Prinz Christian August sah sich noch nicht wie geplant zu einem Überfall Schonens in der Lage, sondern wartete auf einen schwedischen Angriff.
Am 13. April fielen 8.000 Schweden unter Gustaf Armfelt in Norwegen ein und beim Ort Lier, etwa 10 km südlich von Kongsvinger, fand die erste Schlacht statt. Die norwegische Seite hatte etwa 30.000 Mann im Einsatz, doch von diesen waren nur ca. 14.500 Soldaten, von denen wiederum nur 5.000 aktiv kämpften. Die Schlacht endete mit einem schwedischen Sieg und kurz darauf konnte Armfeldt noch weitere Gebiete erobern, doch ein Angriff auf die Festung Fredriksten missglückte.
Der Gegenangriff von Prinz Christian August konnte die Schweden zurückdrängen, doch sie etablierten sich weiterhin in Norwegen. Anfang Mai erwarteten die Schweden Verstärkung durch eine britische Flotte mit 11.000 Mann unter Leitung von John Moore und 140 Schiffen. Bei der Landung in Göteborg gerieten Moore und König Gustav Adolf aber in Streit, so dass Ersterer am 3. Juni wieder umkehrte.
Schon Ende April war eine dänische Flotte mit 27 kleinen Kanonenbooten unter Leitung von Kapitän Motzfeldt nach Strömstad aufgebrochen, wo sie unter großen Verlusten von fünf schwedischen Schiffen unter G.H. Nordberg zurückgeschlagen wurden. Etwa gleichzeitig unternahm eine 5.700 Mann starke schwedische Einheit unter Eberhard von Vegesack einen weiteren erfolglosen Versuch zur Eroberung der Festung Fredriksten. Gustaf Armfeldt zog nun den größten Teil seiner Truppe aus Norwegen ab.
Prinz Christian August sah nun eine Chance und griff den Ort Prestebakke an, wo nur noch 420 Schweden stationiert waren. Nach heftigem Kampf, bei dem 40 Schweden und 11 Norweger starben, konnten 360 Schweden und ihr Anführer Oberstleutnant Lars Jacob von Knorring gefangen genommen werden. Nach der Freigabe Knorrings an Schweden wurde dieser zeitweilig suspendiert und zu einer Strafe von 160 Reichstalern verurteilt. Schon vier Tage später konnten herbeigeeilte schwedische Einheiten den Ort zurückgewinnen.
Ein weiteres Gefecht fand am 16. August bei der Schanze Hjerpe nahe Järpen in Jämtland statt. Die angreifende norwegische Truppe konnte von den Schweden abgewehrt werden. Im Herbst und Winter wurden, mit Ausnahme einer Schlacht bei Berby nahe Prestebakke in Norwegen, bei der beide Seiten jeweils 50 Mann verloren, keine weiteren Gefechte ausgetragen. Schließlich wurde am 7. Dezember ein Waffenstillstand unterzeichnet.

### 1809
Die ersten Monate waren bei der norwegischen Armee durch Mangel an Nahrung und anderen Gütern gekennzeichnet. Da Großbritannien die norwegischen Häfen blockierte, konnte Prinz Christian August seine geplante Offensive nicht einleiten. Auch die Schweden warteten ab und konzentrierten sich auf den Krieg in Finnland. Da König Gustav IV. Adolf große Gebiete an Russland verlor, setzte man ihn am 13. März von seinem Posten ab. Prinz Christian August war ein Kandidat für die schwedische Thronfolge und zog deshalb seine Armee aus Schweden ab.
Im Sommer wurde Christian August vom König Friedrich VI. jedoch zum Angriff auf Schweden gedrängt. Da eine Invasion Schonens als nicht durchführbar angesehen wurde, konzentrierte man sich nun auf die Norwegische Gebiete, welche Schweden im Frieden von Brömsebro 1648 zugesprochen wurden, vorwiegend Jämtland und Härjedalen. Beflügelt wurden diese Bestrebungen durch die russischen Erfolge in Finnland. Russland war nun Herr über ganz Finnland und stand mit seiner Armee im schwedischen Norrland. Friedrich glaubte, dass er in einer Allianz mit Russland leichter zum Erfolg gegen Schweden kommen würde.
Prinz Christian August setzte Friedrichs Pläne nur widerwillig um, wurde von diesem aber stark unter Druck gesetzt. Am 2. Juli gab Christian August Order, das schwedische Jämtland aus der Gegend von Trondheim heraus anzugreifen. Eine 1.800 Mann starke Einheit unter Generalmajor von Krogh marschierte am 10. Juli über die Grenze. Die Schweden sammelten mehrere Verbände unter Georg Carl von Döbeln zur Gegenwehr im gleichen Gebiet.
Die norwegische Truppe nahm am 16. Juli die Schanze Hjerpe ein, welche kurz zuvor von einer schwedischen Einheit verlassen worden war. Wenig später eroberte man die Orte Mörsil und Mattmar in Jämtland. Gleichzeitig kam in von Kroghs Armee das Gerücht auf, dass Schweden einen Waffenstillstand mit Russland geschlossen hätte. Der Generalmajor verlegte seine Truppe deshalb von Jämtland nach Härjedalen. Am 24. Juli war die schwedische Truppe unter von Döbeln auf 900 Mann angewachsen, was diesen zu einem Angriff bewog, der die Norwegern zu einem Rückzug zwang. Der daraufhin abgeschlossene Waffenstillstand beinhaltete, dass die Norweger bis zum 3. August Schweden verlassen sollten, was auch geschah.
Die ausgeweitete Handelsblockade Großbritanniens gegen Dänemark-Norwegen machte sich immer deutlicher bemerkbar, vor allem im Fehlen von Nahrungsmitteln. Die Regierung befürchtete nun immer mehr einen schwedisch-britischen Einfall in Norwegen und entschied sich zur Einleitung von Friedensverhandlungen, welche im November begannen. Wortführer der dänischen Seite war Nils Rosenkrantz, während Carl Gustaf Adlerberg (Minister in London) die schwedische Position leitete. Am 10. Dezember 1809 wurde ein Friedensvertrag in Jönköping abgeschlossen. Man kam überein, dass es keine Grenzveränderungen geben werde.